# Zuidelijk staartblauwtje
Het zuidelijk staartblauwtje (Cupido alcetas) is een vlinder uit de familie Lycaenidae. De wetenschappelijke naam is voor het eerst gepubliceerd in 1804 door Johann Centurius von Hoffmannsegg.
De soort komt verspreid voor in Zuid- en Oost-Europa, Zuid-Siberië en Turkije.